# Габоксадол
Габоксадол (THIP) — частичный агонист рецепторов ГАМКA и антагонист рецепторов ГАМКС, который предалагался фармацевтической компанией Merck в качестве экспериментального снотворного препарата.
Клинические исследования габоксадола были остановлены досрочно в марте 2007 года.

## Механизм действия
Ключевой особенностью габоксадола, отличающей его от большинства других снотворных препаратов, действующих на рецепторы ГАМК (например, барбитуратов и бензодиазепинов), является взаимодействие с рецептором путём конкуренции с природным активатором рецептора — ГАМК.
- Рецепторы ГАМКA: EC50 = 830±80 мкМ[2];
- Рецепторы ГАМКС: Ki = 25 мкМ[2].